# Прокопув
Прокопув (пол. Prokopów, нім. Lehmbach) — село в Польщі, у гміні Плешев Плешевського повіту Великопольського воєводства.
Населення — 198 осіб (2011).
У 1975-1998 роках село належало до Каліського воєводства.

## Демографія
Демографічна структура станом на 31 березня 2011 року:
|          | Загалом | Допрацездатний вік | Працездатний вік | Постпрацездатний вік |
| -------- | ------- | ------------------ | ---------------- | -------------------- |
| Чоловіки | 92      | 24                 | 61               | 7                    |
| Жінки    | 106     | 21                 | 66               | 19                   |
| Разом    | 198     | 45                 | 127              | 26                   |